# Giovani dos Santos
Giovani dos Santos Ramírez (Monterrey, 11. svibnja 1989.) bivši je meksički nogometaš i reprezentativac koji je igrao na poziciji ofenzivnog veznog i napadača. 